# 劉和 (後漢)
劉 和（りゅう か、生没年不詳）は、後漢末の宗室（広義の皇族）。姓は劉氏。

## 生涯
東海郡郯県の人で幽州牧・劉虞の長子。187年頃に霊帝が父・劉虞を幽州刺史に任命し、赴任した。また父は特例の在外太尉に拝命された。しかし、劉和本人は父に代わって都に残ったという。
やがて189年に霊帝が崩御し、董卓が都に乗り込んだ。董卓は有力皇族の劉虞を懐柔するために大司馬に拝した。だが、その頃には天下が混乱していたために、その拝命は劉虞の下には届かなかったという。また父・劉虞は霊帝の跡を継いだ献帝及びその側近達、また袁紹らの評価も高く、その子の劉和は父の威光で侍中に昇進した。
192年、夏4月に董卓が王允と呂布・李粛らに誅殺されると、献帝は劉虞に援けを求め、その子の劉和を使者として遣わしたが、その途中で異母兄の袁紹と身内争いをした南陽太守・袁術に捕らわれて、その下に当分拘束されることになった。翌年の秋7月前後に、劉和は隙を見て袁術の下から脱出し、その異母兄の袁紹の下へ向かう。だが父・劉虞は犬猿の仲だった公孫瓚によって殺害されてしまった。そこで袁紹は劉和に対して亡父の弔い合戦と称して、多数の精鋭の軍勢を劉和に授けた。199年、袁紹とともに亡父の仇である公孫瓚を攻め滅ぼした。
その後の劉和については記述が無く、不詳である。